# Il medico dei pazzi
Pour plus de détails, voir Fiche technique et Distribution.
Il medico dei pazzi est un film italien réalisé par Mario Mattoli et sorti en 1954.

## Fiche technique
- Réalisation : Mario Mattoli
- Scénario : Ruggero Maccari, Mario Mattoli ; Eduardo Scarpetta, Vincenzo Talarico et Totò
- Production : Alfredo De Laurentiis, Carlo Ponti
- Compositeur : Pippo Barzizza
- Directeur de la photographie : Riccardo Pallottini
- Décors : Luigi Gervasi
- Costumes : Gaia Romanini
- Montage : Roberto Cinquini
- Pays de production : Italie
- Genre : Comédie
- Format : Couleur Ferraniacolor ; Mono ; Rapport de forme : 1.37 : 1
- Durée : 91 minutes (1 h 31), 2373 m
- Dates de sortie :
  - Italie : 19 octobre 1954 (Turin)
  - Portugal : 31 mars 1956

## Distribution
- Totò : Felice Sciosciammocca
- Franca Marzi : l'épouse de Cristaldi
- Aldo Giuffrè : Ciccillo
- Vittoria Crispo (en) : Amalia
- Carlo Ninchi : Le comédien
- Tecla Scarano : L'épouse de Felice
- Nerio Bernardi : Le colonel
- Giacomo Furia : Michele
- Nora Ricci : La fille d'Amalia
- Anna Campori : Une dame
- Mario Castellani : Cristaldi
- Amedeo Girardi (au générique : Amedeo Girard)
- Ugo D'Alessio
- Rosita Pisano
- Pupella Maggio
- Enzo Garinei
- Maria-Pia Casilio